# Green Turtle Cay
Green Turtle Cay är en ö i Bahamas.   Den ligger i distriktet Hope Town District, i den norra delen av landet, 190 km norr om huvudstaden Nassau. Arean är 3,8 kvadratkilometer.
Terrängen på Green Turtle Cay är mycket platt. Öns högsta punkt är 18 meter över havet. Den sträcker sig 5,2 kilometer i nord-sydlig riktning, och 3,1 kilometer i öst-västlig riktning.